# One-pocket
One-pocket jest grą bilardową w której gracz dysponuje swą własną łuzą. Gra przeznaczona jest dla dwojga graczy w dowolnym stopniu zaawansowania.

## Używane bile
Zestaw piętnastu bil kolorowych oraz bila biała.

## Ustawienie początkowe
Jak do ósemki.

## Cel gry
Być pierwszym graczem, który wbije osiem bil do swej łuzy.

## Zasady
Gracze przed rozpoczęciem wybierają własną łuzę. Pierwszy gracz najpierw rozbija, potem wbija bile do swej łuzy. Warunkiem kontynuowania tury jest wbicie (bez faulu) dowolnej bili do swojej łuzy. Kto jako pierwszy zdobędzie osiem bil w swej łuzie - wygrywa.